# Autriche au Concours Eurovision de la chanson 1966
L'Autriche a participé au Concours Eurovision de la chanson 1966 à Luxembourg. C'est la 10e participation et la 1re victoire de l'Autriche au Concours Eurovision de la chanson.
Le pays est représenté par Udo Jürgens et la chanson Merci, Chérie, sélectionnés en interne par l'Österreichischer Rundfunk (ÖRF).

## Sélection
L'Österreichischer Rundfunk choisit l'artiste et la chanson en interne pour représenter l'Autriche au Concours Eurovision de la chanson 1966.
Lors de cette sélection, c'est le chanteur Udo Jürgens et la chanson Merci, Chérie qui furent choisis. Ce fut la troisième fois consécutive que Udo Jürgens est sélectionné pour représenter l'Autriche.

## À l'Eurovision
Chaque jury national attribue un, trois ou cinq points à ses trois chansons préférées.

### Points attribués par l'Autriche
| 5 points | Suisse     |
| 3 points | Norvège    |
| 1 point  | Luxembourg |

### Points attribués à l'Autriche
| 5 points                                       | 3 points                   | 1 point              |
| ---------------------------------------------- | -------------------------- | -------------------- |
| - Belgique - Luxembourg - Monaco - Yougoslavie | - France - Italie - Suisse | - Espagne - Portugal |

Udo Jürgens interprète Merci, Chérie en 9e position, après le Portugal et avant la Suède. Au terme du vote final, l'Autriche termine 1re sur 18 pays, obtenant 31 points.